# Gloria Lopresti
Gloria Lopresti (Buenos Aires, Argentina, 10 de agosto de 1940)  es una actriz y dramaturga argentina de extensa trayectoria en los medios. Es víctima del terrorismo de Estado y defensora de los Derechos Humanos en Argentina.

## Carrera
Criada es un seno de artistas, sus padres fueron los primeros actores Roberto Lopresti y Celia Juárez, aprendió desde muy joven la vocación de la actuación. Su pasión por la radio la heredó de su abuela materna la locutora Rosa Rossi. A su vez su bisabuela era prima del actor Charles Chaplin.
Se inició por casualidad en el radioteatro Los Pérez García cuanto tenía apenas cinco años y medio, y siguió allí hasta los once años más o menos en que empezó a notarse que no era un varón, ya que interpretaba al hijo menos de la familia, Cachito.
Se lució en diferentes roles en cine, teatro y televisión caracterizada por su gran versatilidad a la hora de interpretar papeles dramáticos de reparto. Se formó profesionalmente con el gran Armando Discépolo.
En televisión trabajo en comedia a para la familia, teatro comprometido y ficciones con grandes intérpretes.
En la pantalla grande actuó en las películas El primer beso con Adrianita, Carlos Borsoni y Francisco Álvarez; Mi primera novia, dirigida por Enrique Carreras, donde interpretó a la hermana de Palito Ortega junto con Evangelina Salazar; y Chiquilines, con Javier Drogo, Sergio Castaño y Golde Flami.

## Triple A y torturas
En el año 1973 empezaron los actores a tener problemas con la Triple A, entre ellos Lopresti quien se encontra al frente de la Comisión de Derechos Humanos de la Asociación Argentina de Actores. Comenzaron a amenazarla, y entonces el trabajo disminuyó, seguía trabajando como actriz y además de eso animaba en la casa de Carlos Gardel el show de tango. El 31 de julio de 1977 fue secuestrada, violada y torturada durante nueve por órdenes del genocida Ramón Camps. La dejaron por muerta en los terrenos aledaños de la Avenida General Paz.
Las secuelas psicológicas como el pánico y el temblequeo le afectaron en continuar su carrera como actriz, por lo que tuvo que recurrir a otros oficios como vender panchos y coca cola en Harrod’s. Luego pasó a ser vendedora y supervisora de unas empresas de cosméticos hasta 1980.
Actualmente es defensora activa por los Derechos Humanos.

## Filmografía
- 1958: El primer beso.
- 1966: Mi primera novia.
- 1991: Chiquilines.

## Radio
- 1942/1948: Los Pérez García, por Radio El Mundo.
- 1947: Las andanzas de la Muñeca Mariquita Pérez, en LS4 Radio Splendid.

## Televisión
- 1951: Tardes de vosotras
- 1962: "Altanera Evangelina Garret". Teatro Palmolive del aire.
- 1964: El amor tiene cara de mujer.
- 1966: Cuatro hombres para Eva.
- 1965: Su comedia favorita de Alberto Migré.
- 1967: Mujeres en presidio.
- 1967: Teatro como en el teatro.
- 1969: Simplemente María.
- 1970: Pinocholandia.
- 1970: Gran teatro universal.
- 1970: Pinochadas.
- 1970: Esta noche... miedo.
- 1971: Lucia Sombra.
- 1971/1972: Estación Retiro.
- 1973: Amar al ladrón.
- 2000: Primicias.
- 2020: Anexo:Bailando 2020. Debut como jurado.

## Teatro
- 1950: El avaro, con la compañía de Luis Arata y dirección de Narciso Ibáñez Menta.
- 1963: El miedo es masculino, con la Compañía Argentina de Comedias Raúl Rossi, junto a Elcira Olivera Garcés, Juan Carlos Barbieri, Estela Vidal y Claudio García Satur.[8]
- 1984: Tramposa, con  Pablo Alarcón, Mariana Karr, Fernando Lúpiz, Néstor Hugo Rivas, Patricia Rozas y Mónica Vehil.

## Referentes
1. ↑  http://www.imdb.com/name/nm1248622/
2. 1 2  http://revistaarchivosdelsur-entrevistas.blogspot.com.ar/2010/07/entrevista-gloria-lopresti-por-raul.html
3. ↑  «Copia archivada». Archivado desde el original el 12 de febrero de 2013. Consultado el 18 de febrero de 2017.
4. ↑  http://www.laopinion-rafaela.com.ar/opinion/2007/01/02/u710203.htm
5. ↑  http://www.nuestrosactores.com.ar/index.php/component/search/Gloria%2BLopresti?ordering=&searchphrase=all
6. ↑  http://www.cinenacional.com/persona/gloria-lopresti
7. ↑  http://www.mdanoticias.com.ar/2012/03/semana-x-la-memoria-gloria-lopresti-compartio-detalles-de-su-vida-con-jovenes-en-san-bernardo/
8. ↑  http://articulo.mercadolibre.com.ar/MLA-649877174-teatro-smart-blanca-podesta-el-miedo-masculino-e-suarez-deza-_JM